# Iman Beney
Iman Beney, född den 23 juli 2006 i Yverdon-les-Bains, är en schweizisk fotbollsspelare.

## Karriär
Beney inledde sin seniorkarriär i BSC YB Frauen år 2022. 2025 värvades hon av Manchester City. Hon har även representerat det schweiziska damlandslaget där hon debuterade år 2023.